# Placard érythémateux de Janeway

Placard érythémateux de Janeway

Un placard érythémateux de Janeway ou placard érythémateux palmoplantaire de Janeway est constitué par de petites lésions érythémateuses ou hémorragiques, maculaires ou nodulaires, situées sur la paume des mains ou la plante des pieds mesurant quelques millimètres de diamètre. 
C'est un signe rare, bien connu comme signe révélateur d'une endocardite infectieuse, mais qui peut aussi se rencontrer dans d'autres affections (lupus, infection à gonocoques, anémie hémolytique et fièvre typhoïde).
La lésion est décrite comme un micro-abcès du derme avec nécrose marquée et infiltrat inflammatoire n'impliquant pas l'épiderme. Les placards érythémateux de Janeway sont distaux, plats, ecchymotiques et indolores. Les nodosités (ou nodules) d'Osler et les placards érythémateux de Janeway sont semblables, mais les nodules d'Osler sont douloureux à la palpation et sont d'origine immunologique.
Elle est causée par un embole septique qui libère des bactéries, formant des micro-abcès. 